# Кочарян Сурен Гарнікович
Суре́н Га́рнікович Кочаря́н — радянський і український альтист, диригент, педагог, заслужений діяч мистецтв Української РСР, лауреат премії ім. Миколи Манойла, професор.

## Короткий життєпис
1937 року закінчив середню школу. Одночасно навчався в музичній школі по класу скрипки, по тому — в Єреванському музичному технікумі — у професора Д. М. Лекгера. В 1938—1940 роках працював у музичній школі ім. Спендіарова — викладач по класу скрипки, тоді ж працював в оркестрі російського драматичного театру Єревану.
З травня 1940 року — в лавах РА. В часі німецько-радянської війни був у складі Першого та Четвертого Українського фронтів — 117-та гвардійська стрілецька дивізія та 25-та зенітна артилерійська дивізія.
1945 року демобілізувався, поступив до Київської консерваторії, займався по класу альта у професора І. Г. Вакса, учасника струнного квартету, закінчив 1950-го.
Протягом 1945—1947 років працював в Симфонічному оркестрі Українського радіо. В 1948-1950-х роках — у струнному квартеті Київської обласної філармонії. По закінченні навчання в консерваторії працював в Київській музичній десятирічці викладачем по класу альта. Протягом 1953—1961 років працював в струнному квартеті Республіканської філармонії. За цей час квартет об'їздив усі радянські республіки, здійснивши понад 500 концертів, 1960 року виступав на першій декаді літератури й мистецтва України в концертних залах Москви.
В 1961—1964 роках — старший викладач Київської консерваторії, клас струнного квартету, поєднував працю з викладанням в музичній спеціальній школі-інтернаті ім. М. В. Лисенка.
1964 року проходить по конкурсу на посаду доцента Харківського інституту мистецтв, викладач по класу альта кафедри оркестрових струнних інструментів. В тому ж часі почав працювати викладачем Харківської спеціальної музичної школи-інтернату. Рівночасно продовжував виконавську діяльність, був учасником педагогічного інститутського квартету, в складі були Адольф Лещинський, Р. Я. Клименська та Й. Гельфенбейн. Квартет з успіхом виступав в Харкові та інших містах УРСР. Велика частка творів, записаних Кочаряном в складі струнних квартетів, була записана на платівки та увійшла до Золотого фонду Українського радіо.
1967 року в Харківському інституті мистецтв організовує камерний оркестр, художнім керівником та диригентом якого був до кінця свого життя. З камерним оркестром виступали відомі вітчизняні та зарубіжні музиканти, такі як Давид Вальтер, Тетяна Вєркіна, Богодар Которович, Олег Криса, Григорій Куперман, М. Могилевський, Петро Полухін, Р. Попкова, Смирнов Юрій Іванович, В. Соколов, Микола Сук, О. Фрідман, Лідія Шутко, Вадим Червов, А. Юр'єв, Олег Янченко.
В 1968—1970 роках був деканом виконавського факультету Харківського інституту мистецтв. З 1970 по 1986 рік працював на посаді завідувача кафедри камерного ансамблю і квартету. 1971 року отримав звання доцента. 1974 року обраний на посаду виконуючого обов'язки професора кафедри оркестрових струнних інструментів, з 1986 завідував — до кінця життя.
З концертами оркестр виступав у Києві, Львові, Москві, Полтаві, Ризі, Сумах, Республіці Мальта. В Москві та Харкові Сурен Кочарян виступав з оркестром і як виконавець. Оркестр став лауреатом 1-ї премії Національного конкурсу, дипломантом міжнародного фестивалю на Мальті, міжнародного фестивалю в Києві, фестивалів «Дні Моцарта в Україні», міжнародного фестивалю «Харківські асамблеї».
Оркестровий репертуар охоплював музику різних стилів та епох — як барокові твори, так і композиції сучасних композиторів. Велику частку складали твори композиторів-педагогів Харківського університету мистецтв — Валентин Бібік, Валентин Борисов, Дмитро Клебанов, Ігор Ковач, Володимир Птушкін, Микола Стецюн. Багато харківських композиторів присвячували твори Кочаряну, який був їх першим інтерпретатором.
Працював також викладачем по класу квартету, підготував близько 60 альтистів, котрі працюють в оркестрах та навчальних закладах України, країнах колишнього СРСР, Великої Британії, Німеччини, США, Фінляндії, Чехії. Серед його вихованців — народний артист Росії — Юрій Іоффе, Купріяненко Емма Борисівна — кандидат мистецтвознавства, доцент.